# Ajuntament de Gimenells i el Pla de la Font
L'Ajuntament de Gimenells i el Pla de la Font és una casa consistorial de Gimenells i el Pla de la Font (Segrià) inclosa a l'Inventari del Patrimoni Arquitectònic de Catalunya.

## Descripció
Edifici fet d'obra arrebossada, de planta baixa i dos pisos, de composició senzilla, i estilísticament es pot definir com a expressió popular d'arquitectura. És un fet interessant que la porxada dona sobre la plaça pública del poble, ajudant a conformar-la.

## Història
Realització de postguerra feta pel IRYDA.